# 1973 en arts plastiques
| Années des arts plastiques : 1970 - 1971 - 1972 - 1973 - 1974 - 1975 - 1976    |
| Décennies des arts plastiques : 1940 - 1950 - 1960 - 1970 - 1980 - 1990 - 2000 |

Cette page concerne l'année 1973 en arts plastiques.

## Œuvres
- Antigone consolatrice par Giorgio De Chirico.

## Naissances
- ? : Arpaïs Du Bois, Peintre et dessinatrice belge.
- 13 juin : Misha Sydorenko, artiste peintre ukrainien et français.
- 22 août : Carlos Fuentes Lemus, peintre, poète, photographe et philosophe français et mexicain († 5 mai 1999).
- 21 septembre : Vincent Wimart, compositeur et peintrefrançais.

## Décès
- 3 janvier : Charles Emmanuel Jodelet, peintre et illustrateur français (° 24 décembre 1883),
- 5 janvier :
  - Isaac Dobrinsky, peintre français (° 7 mars 1891),
  - Charley Garry, peintre et affichiste français (° 5 août 1891),
- 7 janvier : Alexandre de Spengler, peintre et graveur d'origine hollandaise (° 15 juillet 1893),
- 24 janvier : Raoul Hynckes, peintre néerlandais (° 11 mai 1893),
- 26 janvier : Nguyen Nam Son, peintre vietnamien (° 15 février 1890),
- 7 février : Nikola Martinoski, peintre expressionniste macédonien (° 18 août 1903),
- 20 février : Silvan Gastone Ghigi, peintre et sculpteur italien (° 18 avril 1928),
- 1er mars : Toshio Bando, peintre japonais (° 16 juillet 1895),
- 8 mars : Pierre-Ludovic Dumas, peintre français (° 8 juillet 1891),
- 11 mars : Abel Pineau, peintre et graveur français (° 26 juillet 1895),
- 17 mars : Maurice Savin, peintre, graveur, céramiste et médailleur français (° 17 octobre 1894),
- 23 mars : Henri Sauvard, peintre français (° 25 novembre 1880),
- 27 mars : Aldo Carpi, artiste, peintre et écrivain italien (° 6 octobre 1886),
- 7 avril : Sébastien Laurent, peintre et sculpteur français (° 18 septembre 1887),
- 8 avril : Pablo Picasso, peintre espagnol (° 25 octobre 1881),
- 14 avril : Alexeï Pakhomov, illustrateur et peintre avant-gardiste russe puis soviétique (° 15 octobre 1900),
- 19 avril : Raymond Brechenmacher, graveur au burin et peintre français (° 19 avril 1897),
- 26 avril : Pierre Delarue-Nouvellière, architecte, peintre, illustrateur et photographe français (° 19 janvier 1889),
- 1er mai : Asger Jorn, peintre danois (° 3 mars 1913),
- 4 mai : Michel Patrix, peintre français (° 25 mai 1917),
- 13 mai : Paul Jouve, peintre et sculpteur français (° 16 mai 1878),
- 15 mai : Albert Dequène, peintre français (° 27 décembre 1897),
- 24 mai : Jean-Jules Dufour, peintre, illustrateur et aquafortiste français (° 1er mai 1889),
- 26 mai : Chaim Jacob Lipchitz, sculpteur lituanien (° 22 août 1891),
- 3 juin : Walter Bodmer, peintre et sculpteur suisse (° 12 août 1903),
- 8 juin : Sydney Lough Thompson, peintre néo-zélandais (° 24 janvier 1877),
- 17 juin : Léon Petizon, peintre et poète français (° 12 octobre 1920),
- 18 juin : Eugène Narbonne, peintre et illustrateur français (° 7 juin 1885),
- 30 juin : François-Maurice Roganeau, peintre, illustrateur et sculpteur français (° 13 janvier 1873),
- 20 juillet : Robert Smithson, artiste américain (° 2 janvier 1938),
- 24 juillet : Adolf Hoffmeister, peintre, caricaturiste, illustrateur, scénographe, écrivain, dramaturge, traducteur, commentateur radio, enseignant, critique d'art, diplomate et voyageur tchèque (° 15 août 1902),
- 1er août : Jan Domela, peintre et illustrateur hollandais naturalisé américain (° 22 août 1894),
- 11 août : Lucien-Marie Pillot, peintre français (° 22 janvier 1882),
- ? août : Raymond Charmet, peintre et critique d'art français (° 1904),
- 7 septembre : Alfred Lombard, peintre français (° 24 avril 1884),
- 12 septembre : Otto Nebel, peintre et poète allemand (° 25 décembre 1892),
- 24 septembre :
  - Hushang Irani, poète, traducteur, journaliste et peintre iranien (° septembre 1925),
  - Nikolaï Joukov, peintre, graphiste, illustrateur et affichiste russe puis soviétique (° 19 novembre 1908),
- 26 septembre : Alfred Giess, peintre français (° 21 avril 1901),
- 17 octobre : Jacques Favre de Thierrens, aviateur et peintre français (° 18 février 1895),
- 18 octobre : Maurice Leroy, peintre, illustrateur, décorateur et dessinateur humoriste français (° 20 mai 1885),
- 19 octobre : Henri Therme, peintre français (° 28 mai 1900),
- 25 octobre : Luis Fernández, peintre espagnol (° 29 avril 1900),
- 29 octobre : Cecilia Cuțescu-Storck, peintre roumaine (° 14 mars 1879),
- 1er novembre : Vladimir Sterligov, peintre et poète russe puis soviétique (° 18 mars 1904),
- 3 novembre : Lucien Potronat, peintre et aquarelliste français (° 5 octobre 1899),
- 13 novembre : Nicolas Eekman, peintre figuratif néerlandais (° 9 août 1889),
- 15 novembre : Pompeo Borra, peintre italien (° 28 janvier 1898),
- 22 novembre : Vladimir Stojarov, peintre soviétique (° 3 janvier 1926),
- 28 novembre : Sarah Lipska, peintre, styliste et décoratrice française d’origine polonaise (° 7 décembre 1882),
- 8 décembre : Charles Maillard, peintre, professeur des beaux-arts et administrateur scolaire canadien d'origine française (° 8 mars 1887),
- 20 décembre : Isis Kischka, peintre figuratif français (° 26 octobre 1908),
- 21 décembre : Robert Le Noir, peintre, dessinateur de presse et illustrateur français (° 26 mars 1894),
- 23 décembre : Édouard-Henri Muller, peintre français (° 15 avril 1898),
- 24 décembre : Louis Neillot, peintre français (° 11 février 1898),
- 25 décembre : Otto Morach, peintre suisse (° 2 août 1887),
- ? :
  - Raoul Brygoo, peintre, illustrateur, graveur et architecte français (° 24 novembre 1886),
  - Richard Chanlaire, peintre français (° 1896),
  - Jeanne Christen, peintre et dessinatrice française (° 1894),
  - Roger Deverin, peintre, illustrateur et décorateur français (° 14 mai 1884),
  - Paul End, peintre français (° 1896),
  - Chevalier Milo, peintre français (° 1892),
  - Jean Cottenet, peintre français (° 9 août 1882),
  - Jean-Henri Couturat, peintre et peintre de vitraux français (° 1904),
  - Claude Foreau, peintre français (° 1903),
  - Grigory Gluckmann, peintre, illustrateur et lithographe russe puis soviétique (° 25 octobre 1898),
  - Gino Gregori, peintre italien (° 6 janvier 1906),
  - Robert Perniaux, peintre, céramiste et illustrateur belge (° 1906),
  - Nakamura Bokushi, peintre japonais (° 1916).